# Holobomolochus embiotocae
Holobomolochus embiotocae är en kräftdjursart som beskrevs av Hana 1976. Holobomolochus embiotocae ingår i släktet Holobomolochus och familjen Bomolochidae. Inga underarter finns listade i Catalogue of Life.